# Krzysztof Szargiej
Krzysztof Szargiej [ˈkʃɨʃtɔf ˈʃarɡʲɛj] (* 1963) ist ein ehemaliger polnischer Handballspieler und heutiger Handballtrainer.
Mit NATA Danzig wurde er mehrmals polnischer Meister. Beim TUSEM Essen wurde er als Spieler zweimal Deutscher Meister, zweimal Pokal- und zweimal Europapokalsieger. Als Co-Trainer unter Juri Schewzow wiederholte er den Europapokal-Erfolg im Jahr 2005. 
Er spielte 55 Mal für die polnische Handballnationalmannschaft.
Krzysztof Szargiej ist Inhaber der Trainer-A-Lizenz, verheiratet und Vater von drei Töchtern.
Seit Ende 2006 trainierte er die Mannschaft des West-Regionalligisten VfL Eintracht Hagen. Am 22. Januar 2008 gab TUSEM Essen bekannt, dass Szargiej mit sofortiger Wirkung das Traineramt übernimmt. 2014 übernahm er den Verbandsligisten Rot-Weiß Oberhausen, mit dem er im ersten Jahr in die Landesliga ab- und im zweiten Jahr wieder aufstieg.